# Fisklöstjärnen (Dorotea socken, Lappland)
Fisklöstjärnen är en sjö i Dorotea kommun i Lappland och ingår i Ångermanälvens huvudavrinningsområde. Fisklöstjärnen ligger i Rödingsjö Natura 2000-område.